# Teatro George Bacovia
Il teatro George Bacovia di Bacău (citato spesso semplicemente nella lingua rumena come Teatrul Bacovia oppure Teatrul Municipal Bacău) è uno dei teatri più prestigiosi della Romania.
È stato fondato nell'agosto del 1948 in seguito a una grande richiesta cittadina.